# Llap (Fluss)
Der Llap (albanisch auch Llapi, serbisch Лаб Lab) ist ein Fluss, der im Kopaonik-Gebirge im Norden des Kosovo nahe der Gemeinde Palatna entspringt.
Von dort fließt er in südlicher Richtung, wobei er die Gemeinde Podujeva durchfließt und wenig nordwestlich von Pristina beim Ort Stanoci i Epërm in den Fluss Sitnica mündet. Die gesamte Flusslänge des Lab beträgt etwa 72 km.
Nach dem Fluss wird auch die Region nördlich von Pristina als Llapi bezeichnet. Der Name stammt von kllapë, albanisch für Pfütze, Sumpf respektive in frühem Proto-Albanisch *ka-llap.